# Hochschule für Gesundheitsfachberufe Eberswalde
Die Hochschule für Gesundheitsfachberufe Eberswalde (HGE) ist eine private, staatlich anerkannte Hochschule für Gesundheitsberufe in gemeinnütziger Trägerschaft in Eberswalde und steht für die Sicherstellung einer akademischen Ausbildung in den Gesundheitsfachberufen sowie einer sektorenübergreifenden Vernetzung und Versorgung.
Die HGE bietet zum Wintersemester 2023/24 zwei primärqualifizierende duale Studiengänge an, die  zum Bachelor of Science führen, den dualen Studiengang Hebamme B.Sc. sowie den dualen Studiengang Pflege B.Sc. Die Studierenden können somit innerhalb von sieben Semestern den Hochschulabschluss und gleichzeitig die staatliche Berufszulassung erreichen.